# Peter Fonda
Peter Henry Fonda (New York, 1940. február 23. – Los Angeles, 2019. augusztus 16.) kétszeres Golden Globe-díjas amerikai színész, rendező, forgatókönyvíró, producer, Jane Fonda öccse.

## Élete és pályafutása
1940. február 23-án született New Yorkban Henry Fonda és Frances Sophia Seymour gyermekeként.
Egyetemi tanulmányait az Omahai Egyetemen végezte 1957–1960 között.

## Magánélete
1961–1972 között Susan Jane Brewer volt a felesége. 1975-2008 között Portia Rebecca Crockett-tel élt együtt. Két gyermeke született, Justin és Bridget Fonda.

## Halála
2019. augusztus 16-án, 79 éves korában hunyt el tüdőrák okozta légzőszervi elégtelenség következtében a Los Angeles-i otthonában.
Halála után nővére, Jane Fonda a következő nyilatkozatot tette: „Nagyon szomorú vagyok. Ő volt az én édes szívű kisöcsém, a család szószólója. Ezekben az utolsó napokban gyönyörű időt töltöttem el vele kettesben. Nevetve ment el.”

## Filmográfia

### Film

#### Rendező, író és producer
| Év   | Magyar cím       | Eredeti cím    | Feladatkör | Feladatkör | Feladatkör |
| Év   | Magyar cím       | Eredeti cím    | Rendező    | Író        | Producer   |
| ---- | ---------------- | -------------- | ---------- | ---------- | ---------- |
| 1969 | Szelíd motorosok | Easy Rider     | Nem        | Igen       | Igen       |
| 1971 | A bérmunkás      | The Hired Hand | Igen       | Nem        | Nem        |
| 1973 |                  | Idaho Transfer | Igen       | Nem        | Nem        |
| 1979 | Wanda Nevada     | Wanda Nevada   | Igen       | Nem        | Nem        |
| 1990 |                  | Enemy          | Nem        | Igen       | Nem        |
| 2012 |                  | The Big Fix    | Nem        | Nem        | Vezető     |

#### Filmszínész
| Év   | Magyar cím                                        | Eredeti cím                             | Szerep                                    | Magyar hang       |
| ---- | ------------------------------------------------- | --------------------------------------- | ----------------------------------------- | ----------------- |
| 1963 |                                                   | Tammy and the Doctor                    | Dr. Mark Cheswick                         |                   |
| 1963 |                                                   | The Victors                             | Weaver                                    |                   |
| 1964 | Őrülten szerelmes                                 | Lilith                                  | Stephen Evshevsky                         |                   |
| 1964 |                                                   | The Young Lovers                        | Eddie Slocum                              |                   |
| 1965 | Útban van a baj                                   | The Rounders                            | nézelődő (statisztaszerep)                |                   |
| 1966 | A vad angyalok                                    | The Wild Angels                         | 'Heavenly Blues'                          |                   |
| 1967 | Az utazás                                         | The Trip                                | Paul Groves                               | Dányi Krisztián   |
| 1968 | Különleges történetek                             | Histoires extraordinaires               | Baron Wilhelm ("Metzengerstein" szegmens) | Haás Vander Péter |
| 1969 | Szelíd motorosok                                  | Easy Rider                              | Wyatt                                     | Rátóti Zoltán     |
| 1969 | Szelíd motorosok                                  | Easy Rider                              | Wyatt                                     | Széles Tamás      |
| 1971 | A bérmunkás                                       | The Hired Hand                          | Harry Collings                            |                   |
| 1971 |                                                   | The Last Movie                          | fiatal seriff                             |                   |
| 1973 | Két amerikai                                      | Two People                              | Evan Bonner                               | Szacsvay László   |
| 1974 | Piszkos Mary és őrült Larry                       | Dirty Mary, Crazy Larry                 | Larry Rayder                              |                   |
| 1974 |                                                   | Open Season                             | Ken                                       |                   |
| 1975 | Verseny az ördöggel                               | Race with the Devil                     | Roger March                               |                   |
| 1975 |                                                   | 92 in the Shade                         | Tom Skelton                               |                   |
| 1976 |                                                   | Killer Force                            | Mike Bradley                              |                   |
| 1976 | Őrült harcos                                      | Fighting Mad                            | Tom Hunter                                | Dörner György     |
| 1976 | Eljövendő világ                                   | Futureworld                             | Chuck Browning                            | Tarján Péter      |
| 1977 |                                                   | Outlaw Blues                            | Bobby Ogden                               |                   |
| 1978 | Szabad az út                                      | High-Ballin’                            | Rane                                      |                   |
| 1979 | Wanda Nevada                                      | Wanda Nevada                            | Beaudray Demerille                        | Forgács Péter     |
| 1981 | Ágyúgolyó futam                                   | The Cannonball Run                      | motoros vezér (cameo)                     | Hirtling István   |
| 1982 | Rémképtár                                         | Split Image                             | Kirklander                                |                   |
| 1983 |                                                   | Daijôbu, mai furendo                    | 'Gonzy' Traumerai                         |                   |
| 1983 | Törpék tánca                                      | Dance of the Dwarfs                     | Harry Bediker                             |                   |
| 1983 |                                                   | Peppermint-Frieden                      | Mr. Freedom                               |                   |
| 1983 |                                                   | Spasms                                  | Dr. Tom Brazilian                         |                   |
| 1985 |                                                   | Certain Fury                            | Rodney                                    |                   |
| 1988 | Dzsungelkommandó                                  | Mercenary Fighters                      | Virelli                                   | Jakab Csaba       |
| 1988 |                                                   | Hawken's Breed                          | Hawken                                    |                   |
| 1989 | A rózsakert                                       | The Rose Garden                         | Herbert Schlüter                          |                   |
| 1990 |                                                   | Enemy                                   | Ken Andrews                               |                   |
| 1991 |                                                   | Family Express                          | Nick                                      |                   |
| 1993 |                                                   | Bodies, Rest & Motion                   | motors                                    |                   |
| 1993 | Éjféli hívás                                      | South Beach                             | Jake                                      | Reviczky Gábor    |
| 1993 | Zuhanás a halálba (Gyilkos kábulat)               | Deadfall                                | Pete                                      | Bácskai János     |
| 1993 | Zuhanás a halálba (Gyilkos kábulat)               | Deadfall                                | Pete                                      | Trokán Péter      |
| 1994 |                                                   | Molly & Gina                            | Larry Stanton                             |                   |
| 1994 | Szerelem és egy 45-ös                             | Love and a .45                          | Vergil Cheatham                           | Balázsi Gyula     |
| 1994 |                                                   | Nadja                                   | Drakula / Dr. Van Helsing                 |                   |
| 1996 | Menekülés Los Angelesből                          | Escape from L.A.                        | 'Pipeline'                                | Galambos Péter    |
| 1996 | A szerelem hangja                                 | Grace of My Heart                       | Guru Dave (hangja)                        |                   |
| 1996 |                                                   | Painted Hero                            | Ray, szakács                              |                   |
| 1997 | Ulee aranya                                       | Ulee's Gold                             | Ulysses 'Ulee' Jackson                    | Szakácsi Sándor   |
| 1998 | Isten hozta Hollywoodban                          | Welcome to Hollywood                    | önmaga                                    |                   |
| 1999 | Amerikai vérbosszú                                | The Limey                               | Terry Valentine                           | Vass Gábor        |
| 2000 | Kelet vadnyugat                                   | South of Heaven, West of Hell           | Bill 'Shoshonee Bill'                     | Rosta Sándor      |
| 2000 |                                                   | Thomas and the Magic Railroad           | Burnett Stone nagypapa                    |                   |
| 2000 |                                                   | Second Skin                             | Mervyn 'Merv' Gutman                      |                   |
| 2001 | Kergebirkák                                       | Wooly Boys                              | A.J. 'Stoney' Stoneman                    | Szakácsi Sándor   |
| 2004 | A szív csalfa vágyai                              | The Heart Is Deceitful Above All Things | nagypapa                                  | Áron László       |
| 2004 | Ocean’s Twelve – Eggyel nő a tét (törölt jelenet) | Ocean's Twelve                          | Bobby Caldwell                            | –                 |
| 2006 |                                                   | Cobrador: In God We Trust               | milliomos                                 |                   |
| 2007 | A szellemlovas                                    | Ghost Rider                             | Mephisto                                  | Reviczky Gábor    |
| 2007 | Faterok motoron                                   | Wild Hogs                               | Damien Blade                              | Barbinek Péter    |
| 2007 | Börtönvonat Yumába                                | 3:10 to Yuma                            | Byron McElroy                             | Trokán Péter      |
| 2008 |                                                   | Japan                                   | Alfred                                    |                   |
| 2009 |                                                   | The Perfect Age of Rock 'n' Roll        | August West                               |                   |
| 2009 | Testvérbosszú 2.                                  | The Boondock Saints II: All Saints Day  | Louie 'A Római ' Romano                   | Varga T. József   |
| 2011 | Boldog boldogtalan                                | The Trouble with Bliss                  | Seymour Bliss                             | Sörös Sándor      |
| 2012 | Smitty                                            | Smitty                                  | Jack                                      | Ujréti László     |
| 2012 |                                                   | Harodim                                 | Solomon Fell                              |                   |
| 2013 | Menők, mint mi (Menőkor)                          | As Cool as I Am                         | Gerald                                    | Rosta Sándor      |
| 2013 |                                                   | Copperhead                              | Avery                                     |                   |
| 2013 |                                                   | The Ultimate Life                       | Jacob Early                               |                   |
| 2013 |                                                   | The Harvest                             | nagypapa                                  |                   |
| 2013 |                                                   | House of Bodies                         | Henry Lee Bishop                          |                   |
| 2015 |                                                   | Jesse James Lawman                      | polgármester                              |                   |
| 2015 | A louisianai befutó                               | The Runner                              | Rayne Pryce                               | Perlaki István    |
| 2017 |                                                   | The Ballad of Lefty Brown               | Edward Johnson                            |                   |
| 2017 |                                                   | The Most Hated Woman in America         | Harrington tiszteletes                    |                   |
| 2018 |                                                   | You Can't Say No                        | Buck Murphy                               |                   |
| 2018 | Családi szívás                                    | Boundaries                              | Joey                                      | Trokán Péter      |
| 2019 | Megkésett kitüntetés (posztumusz megjelenés)      | The Last Full Measure                   | Jimmy Burr                                | Németh Gábor      |
| 2023 |                                                   | The Magic Hours (posztumusz megjelenés) | Norman Bettinger                          |                   |

### Televízió

#### Tévéfilm
| Év   | Magyar cím                       | Eredeti cím                             | Szerep             | Magyar hang     |
| ---- | -------------------------------- | --------------------------------------- | ------------------ | --------------- |
| 1966 |                                  | High Noon: The Clock Strikes Noon Again | Will Kane, Jr.     |                 |
| 1968 |                                  | Certain Honorable Men                   | Robbie Conroy      |                 |
| 1980 |                                  | The Hostage Tower                       | Mike Graham        |                 |
| 1985 |                                  | A Reason to Live                        | Gus Stewart        |                 |
| 1988 | A közönyösök                     | A Time of Indifference                  | Leo                |                 |
| 1988 |                                  | Sound                                   | Roberto Lovari     |                 |
| 1990 | Montana – Perzselő szenvedélyek  | Montana                                 | ismeretlen szerep  |                 |
| 1996 | Ne nézz vissza!                  | Don't Look Back                         | Mouse              |                 |
| 1998 | Vihar                            | The Tempest                             | Gideon Prosper     | Ujréti László   |
| 1998 | Vihar                            | The Tempest                             | Gideon Prosper     | Németh Gábor    |
| 1999 | Egy filozófusnő szerelmei        | The Passion of Ayn Rand                 | Frank O'Connor     | Bács Ferenc     |
| 2002 | Egy gyilkosság története         | The Laramie Project                     | Dr. Cantway        |                 |
| 2003 | A Maldonado-csoda                | The Maldonado Miracle                   | Russell atya       | Szakácsi Sándor |
| 2003 |                                  | A Thief of Time                         | Harrison Houk      |                 |
| 2004 | Vissza a múltba                  | Back When We Were Grownups              | Dr. Will Allenby   |                 |
| 2005 | Szupernova – Amikor meghal a Nap | Supernova                               | Dr. Austin Shepard | Szokolay Ottó   |
| 2008 | Utazás a Föld középpontja felé   | Journey to the Center of the Earth      | Edward Dennison    |                 |
| 2009 |                                  | Revolution                              | Lawrence Fortis    |                 |
| 2014 |                                  | HR                                      | Jonathan Quaff     |                 |
| 2016 |                                  | Max                                     | Edward Woodruff    |                 |

#### Sorozat
| Év        | Magyar cím                   | Eredeti cím                             | Szerep                | Megjegyzések                                                              |
| --------- | ---------------------------- | --------------------------------------- | --------------------- | ------------------------------------------------------------------------- |
| 1962      |                              | Naked City                              | Jody Selkin           | 1 epizód                                                                  |
| 1962      |                              | The New Breed                           | Ronnie Bryson         | 1 epizód                                                                  |
| 1962      |                              | Wagon Train                             | Orly French           | 1 epizód                                                                  |
| 1962–1985 |                              | The Tonight Show Starring Johnny Carson | önmaga                | 11 epizód                                                                 |
| 1963      |                              | The Defenders                           | Gary Foster           | 1 epizód                                                                  |
| 1963      |                              | Channing                                | ismeretlen szerep     | 1 epizód                                                                  |
| 1964      |                              | Arrest and Trial                        | Alex Bakalyan         | 1 epizód                                                                  |
| 1964      |                              | The Alfred Hitchcock Hour               | Virgil 'Verge' Likens | - 1 epizód - (Verge Likens visszatérése) - magyar hangja: - Fodor Tamás   |
| 1964      |                              | Twelve O'Clock High                     | Andy Lathrop hadnagy  | 1 epizód                                                                  |
| 1966      |                              | Insight                                 | ismeretlen szerep     | 1 epizód                                                                  |
| 1966      |                              | What's My Line?                         | önmaga / vendég       | 1 epizód                                                                  |
| 1966–1970 |                              | The Merv Griffin Show                   | önmaga                | 3 epizód                                                                  |
| 1967–1968 |                              | Personality                             | önmaga                | 4 epizód                                                                  |
| 1967–1969 |                              | The Joey Bishop Show                    | önmaga                | 2 epizód                                                                  |
| 1968      |                              | The Red Skelton Show                    | Robinson Crusoe       | 1 epizód                                                                  |
| 1969–1980 |                              | The Mike Douglas Show                   | önmaga                | 4 epizód                                                                  |
| 1970      |                              | The Dick Cavett Show                    | önmaga                | 1 epizód                                                                  |
| 1981–1982 |                              | Fridays                                 | önmaga                | 2 epizód                                                                  |
| 1994      | Az éjszaka árnyai            | In the Heat of the Night                | Marcantony Appfel     | 2 epizód                                                                  |
| 1994–1998 |                              | Late Night with Conan O'Brien           | önmaga                | 2 epizód                                                                  |
| 1996      |                              | Jeremy Clarkson's Motorworld            | önmaga                | 1 epizód                                                                  |
| 1997      |                              | The Tonight Show with Jay Leno          | önmaga                | 1 epizód                                                                  |
| 1997      |                              | Space Ghost Coast to Coast              | önmaga                | 2 epizód                                                                  |
| 1997–1999 |                              | Late Show with David Letterman          | önmaga                | 3 epizód                                                                  |
| 1997–2004 |                              | Biography                               | önmaga                | 5 epizód                                                                  |
| 1998      |                              | The Rosie O'Donnell Show                | önmaga                | 1 epizód                                                                  |
| 1999      |                              | The Late Late Show with Craig Kilborn   | önmaga                | 1 epizód                                                                  |
| 2007      | A gonoszok eljövetele        | The Gathering                           | Thomas Carrier        | - minisorozat (2 epizód) - magyar hangja: - Ujréti László - Forgács Gábor |
| 2007      | Vészhelyzet                  | ER                                      | Pierce Tanner         | 1 epizód                                                                  |
| 2009      | Kaliforgia                   | Californication                         | önmaga                | 1 epizód                                                                  |
| 2009      |                              | The One Show                            | önmaga                | 1 epizód                                                                  |
| 2010      |                              | Tavis Smiley                            | önmaga                | 1 epizód                                                                  |
| 2011      | CSI: New York-i helyszínelők | CSI: NY                                 | William Hunt          | 2 epizód                                                                  |
| 2011      | Hawaii Five-0                | Hawaii Five-0                           | Jesse Billings        | 1 epizód                                                                  |
| 2011      |                              | The Great Ride                          | önmaga                | 5 epizód                                                                  |
| 2014      | Feketelista                  | The Blacklist                           | Geoff Pearl           | 1 epizód                                                                  |
| 2016      |                              | Documentary Now!                        | önmaga                | 1 epizód                                                                  |
| 2016      |                              | Ride with Norman Reedus                 | önmaga                | 1 epizód                                                                  |
| 2017      |                              | Made in Hollywood                       | önmaga                | 1 epizód                                                                  |
| 2017–2018 | Milo Murphy törvénye         | Milo Murphy's Law                       | Rendező (hangja)      | 2 epizód                                                                  |
| 2019      |                              | 1969                                    | önmaga                | 1 epizód                                                                  |

A 2004-es Grand Theft Auto: San Andreas videójátékban ő kölcsönözte The Truth, az idősödő, habókos hippi hangját.

## Művei
- Don't Tell Dad: A Memoir (1998)